# 구글 카이스
구글 카이스(Google Kythe)는 코드 이해를 위한 소스 코드 인덱서이자 크로스 레퍼런서이며, 자칭 "코드와 함께 동작하는 도구 빌드를 위한 접속 가능한 (대체적으로) 언어 간 상호 운용되는 생태계"이다.

## 개요
구글 카이스의 코어는 소스 코드 정보를 데이터로 표현, 접근, 조회하기 위한 언어 상호 운용적 프로토콜과 데이터 포맷을 정의한다. 카이스는 카이스 특화 포맷으로 인덱싱 정보, 시맨틱 정보, 메타데이터를 만드는 편성된 빌드 시스템과 컴파일러에 의존한다. 편성된 빌드를 실행하여 얻은 이 정보는 언어 상호 운용적인 그래프 구조로 저장된다. 끝으로 이 그래프 구조는 코드 기반에 관한 질의에 답하기 위해 조회가 가능하다.
구글 카이스는 구글이 개발 중인 오픈 소스 프로젝트이다. 아파치 라이선스 2.0으로 배포된다.

## Grok
구글 카이스는 Grok이라는 내부 프로젝트에서 비롯되었다.
Grok은 2008년 Steve Yegge가 제안하였다.

## 같이 보기
- 클랭

### Grok
- Notes from the Mystery Machine Bus, blog
- Steve Yegge and Grok, blog
- Stanford Seminar - Google's Steve Yegge on GROK, lecture
- Project Grok - Steve Yegge - Emacs Conference 2013, talk
- Steve Yegge on Scalable Programming Language Analysis, talk

### Kythe
- Kythe (Google Kythe Homepage)
- Indexing Large, Mixed-Language Codebases, talk